# Februari 2019
Dit artikel geeft een chronologisch overzicht van de belangrijkste gebeurtenissen per dag in de maand februari van het jaar 2019.

## Gebeurtenissen

### 1 februari
- Extreem winterweer in het midden-westen van de Verenigde Staten, met temperaturen tot -49 graden Celsius, kost aan meer dan twintig mensen het leven.[1]
- De Verenigde Staten zeggen het historisch ontwapeningsverdrag Intermediate-Range Nuclear Forces uit 1987 op. Het verdrag werd toentertijd ondertekend door de Amerikaanse president Reagan en de Sovjetleider Gorbatsjov en luidde het einde van de Koude Oorlog in.[2]

### 2 februari
- Na de Verenigde Staten zegt ook Rusland het historisch INF-verdrag op.[3]

### 4 februari
- Uit een studie van het International Centre for Integrated Mountain Development komt naar voren dat aan het eind van deze eeuw zeker een derde van de ijskappen van de Himalaya zal afsmelten.[4]

### 5 februari
- Overstromingen door hevige regenval in het noordoosten van Australië kosten aan twee mensen het leven.[5]
- Ruim 20.000 dode zeekoeten zijn de afgelopen weken aangespoeld op de Nederlandse Noordzeekust.[6]

### 6 februari
- De Europese Commissie verbiedt een Duits-Franse treinfusie tussen Siemens en Alstom.[7]

### 7 februari
- In Den Haag nemen meer dan tienduizend scholieren deel aan een protestmars voor een beter klimaatbeleid. Ze kregen steun van Nederlandse wetenschappers.[8] (Lees verder)
- Bij een brand in een appartement in de Duitse stad Lambrecht komen vijf mensen om het leven.[9]

### 8 februari
- Door een brand in de slaapzalen van het trainingscentrum van de club Flamengo in de Braziliaanse stad Rio de Janeiro komen tien jeugdvoetballers om het leven.[10]
- De Braziliaanse militaire politie schiet dertien verdachten van drugshandel in een sloppenwijk van Rio de Janeiro dood.[11]

### 9 februari
- President Bio van Sierra Leone komt met een nationaal noodplan dat gericht is op de aanpak van verkrachtingen.[12]

### 10 februari
- De Amerikaanse skiester Lindsey Vonn beëindigt in het Zweedse Åre haar carrière met WK-brons op de afdaling. Met een olympische titel op de afdaling, twee wereldtitels en 82 wereldbekerzeges is zij de succesvolste skiester aller tijden.[13]
- Turkije maant China om de heropvoedingskampen voor Oeigoeren te sluiten.[14]

### 12 februari
- De Republikeinen en Democraten in het Amerikaanse Congres bereiken een principeakkoord over de begroting van de overheid. Het akkoord behelst onder meer dat 1,4 miljard dollar wordt vrijgemaakt voor een grenshek in Texas.[15] President Trump wil eigenlijk 5,7 miljard dollar voor de bouw van een muur langs de grens met Mexico om illegalen tegen te houden, hetgeen leidde tot de langste 'shutdown' ooit van de Amerikaanse overheid omdat de Democraten in het Huis van Afgevaardigden hier niet mee akkoord gingen.

### 14 februari
- Bij een bomaanslag op militairen in het Indiase gedeelte van Kashmir komen zeker veertig mensen om het leven.[16] De militante groepering Jaish-e-Mohammed (JeM) eist de verantwoordelijkheid voor de aanslag op.

### 15 februari
- De Amerikaanse president Trump kondigt de noodtoestand aan in het grensgebied met Mexico. Dit doet Trump om toegang te krijgen tot het benodigde geldbedrag voor de Trumpmuur langs de grens met dat land, om illegalen tegen te houden.[17]
- Uit onderzoek van socioloog Frédéric Martel komt naar voren dat het Vaticaan een van de grootste homoseksuele gemeenschappen ter wereld is.[18] Hij deed onderzoek in meer dan dertig landen en schreef er een boek over, Sodoma: Het geheim van het Vaticaan.

### 16 februari
- Ruim honderd gele hesjes lopen onder het motto 'NOS = Fake News' vanaf het station Hilversum naar het NOS-gebouw op het Media Park.[19]

### 18 februari
- Zeven Labour-parlementariërs stappen uit de partij, mede uit onvrede over de brexitstrategie van Labourleider Jeremy Corbyn.[20]

### 19 februari
- Zestien Amerikaanse staten onder leiding van Californië slepen de regering-Trump voor de rechter vanwege het uitroepen van de noodtoestand voor eigen belangen.[21]
- Venezuela sluit de zeegrens met Aruba, Bonaire en Curaçao.[22]
- In de Franse hoofdstad Parijs protesteren duizenden mensen, onder wie de oud-presidenten Sarkozy en Hollande, tegen het toenemende antisemitisme in het land.[23]
- 27 hoogbejaarde Belgische SS'ers ontvangen een aanvullend 'Hitler-pensioen' van 425 tot 1.275 euro per maand.[24] Dit terwijl Belgen die tijdens de Tweede Wereldoorlog gedwongen tewerkgesteld in Duitsland waren een schadevergoeding krijgen van 50 euro per maand.

### 20 februari
- Bij een woningbrand in Canada komen zeven Syrische vluchtelingenkinderen uit één gezin om het leven.[25]
- 34 hoogbejaarde Nederlandse SS'ers ontvangen een aanvullend 'Hitler-pensioen'.[26]

### 21 februari
- Bij een grote brand in het oude centrum van de Bengalese hoofdstad Dhaka zijn zeker 69 mensen om het leven gekomen.[27]
- Paus Franciscus opent een conferentie over de bestrijding van pedofilie in de Katholieke Kerk.[28]

### 22 februari
- Noord-Korea halveert de voedselrantsoenen wegens voedseltekorten als gevolg van onder meer klimaatverandering.[29] Het land vraagt internationale organisaties om hulp.
- De Verenigde Staten laten tweehonderd militairen achter in Syrië.[30]
- Venezuela sluit de grens met buurland Brazilië.[31]
- In Colombia vindt het benefietconcert Venezuela Aid Live plaats, dat werd georganiseerd door de Britse miljardair Richard Branson. Ondanks dat hem een reisverbod is opgelegd bezocht zelfbenoemd Venezolaanse interim-president Guaidó het concert.[32]
- Venezuela sluit gedeeltelijk de grens met buurland Colombia.[32]
- President Bashir van Soedan roept de noodtoestand uit. Tevens kondigt Bashir aan dat hij de regering van het land zal ontbinden.[33]

### 23 februari
- Zeker 1 miljoen huizen in Nederland dreigen te verzakken als gevolg van een extreem lage grondwaterstand door het kurkdroge zomerweer in 2018.[34] Dat zegt het Kenniscentrum Aanpak Funderingsproblematiek.
- Het Venezolaanse leger houdt een konvooi met hulpgoederen aan de Venezolaanse kant van een grensovergang met Brazilië tegen.[35] Daarbij brandden drie vrachtwagens uit. Bij pogingen om de blokkade van het leger te doorbreken vallen twee doden en bijna driehonderd gewonden.

### 24 februari
- Saudi-Arabië benoemt prinses Reema bint Bandar Al Saud als nieuwe ambassadeur van het land in de Verenigde Staten. Zij is daarmee de eerste vrouw die deze functie bekleedt.[36]
- Op het Franse eiland Corsica woeden er zeker vijftien brandhaarden als gevolg van droog weer in combinatie met een harde wind.[37] Daarbij is bijna 500 hectare natuurgebied afgebrand.
- Turkije laat de Koerdische kunstenares Zehra Dogan vrij.[38] Ze zat bijna twintig maanden achter de tralies vanwege een schilderij dat zij maakte dat voor boosheid zorgde bij de Turkse regering.

### 26 februari
- De Nederlandse Staat koopt voor 680 miljoen euro een belang van circa 13 procent in de holding Air France-KLM en breidt dat vervolgens uit naar 14,0 procent.[39][40] Dat is bijna evenveel als het belang van 14,3 procent van de Franse Staat in Air France-KLM.
- Het Amerikaanse Huis van Afgevaardigden neemt een resolutie aan om de door president Trump uitgeroepen noodtoestand te beëindigen.[41]

### 27 februari
- Bij een treinongeluk op Station Ramses in de Egyptische hoofdstad Caïro komen zeker twintig mensen om het leven.[42]

### 28 februari
- Het topoverleg tussen de Amerikaanse president Donald Trump en de Noord-Koreaanse leider Kim Jong-un in Hanoi is mislukt omdat Trump niet akkoord ging met de wens van Kim dat veel sancties die voor zijn land gelden worden opgeheven.[43]

## Overleden
← · januari · februari · maart · april · mei · juni · juli · augustus · september · oktober · november · december ·  →